# Фатімідське мистецтво

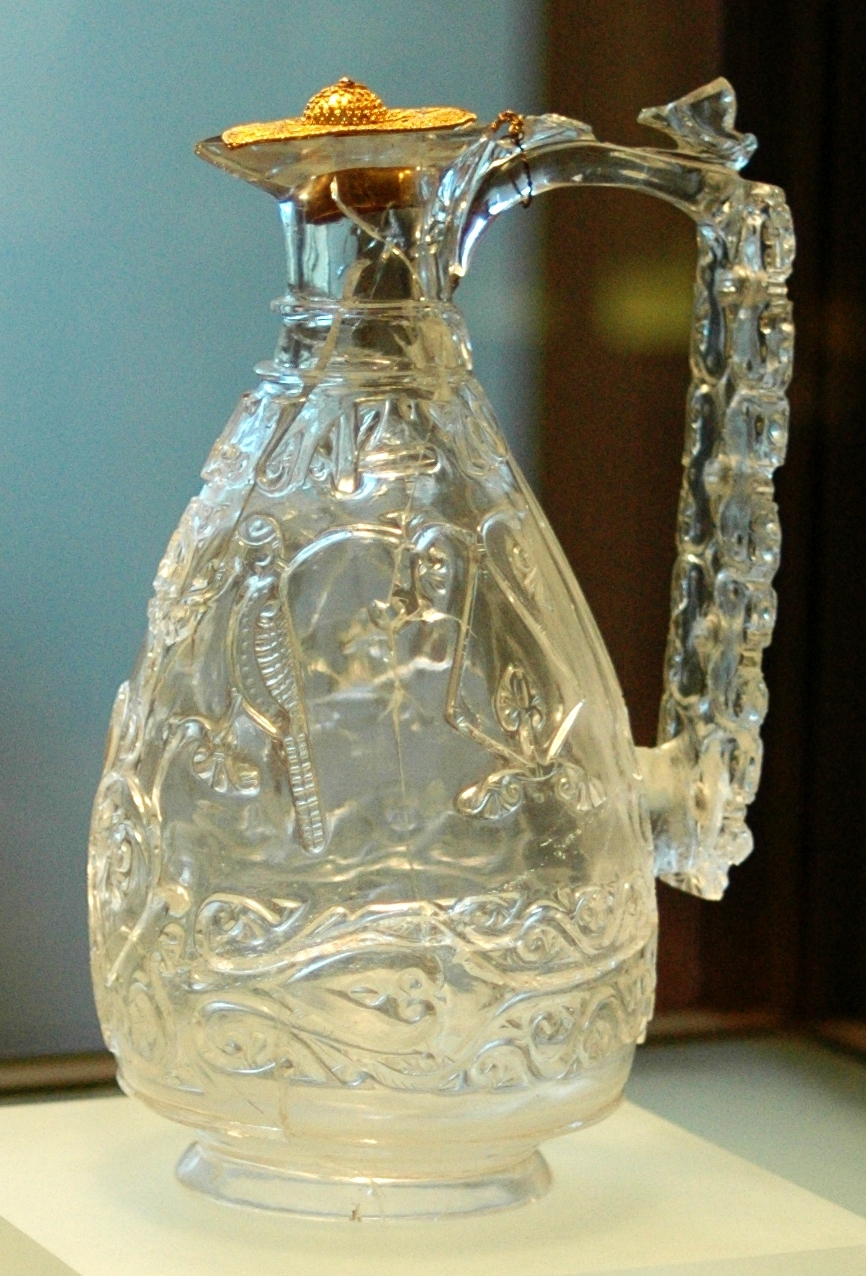
Глек з гірського кришталю із абатства Сен-Дені з італійською золотою філігранною кришкою, Лувр

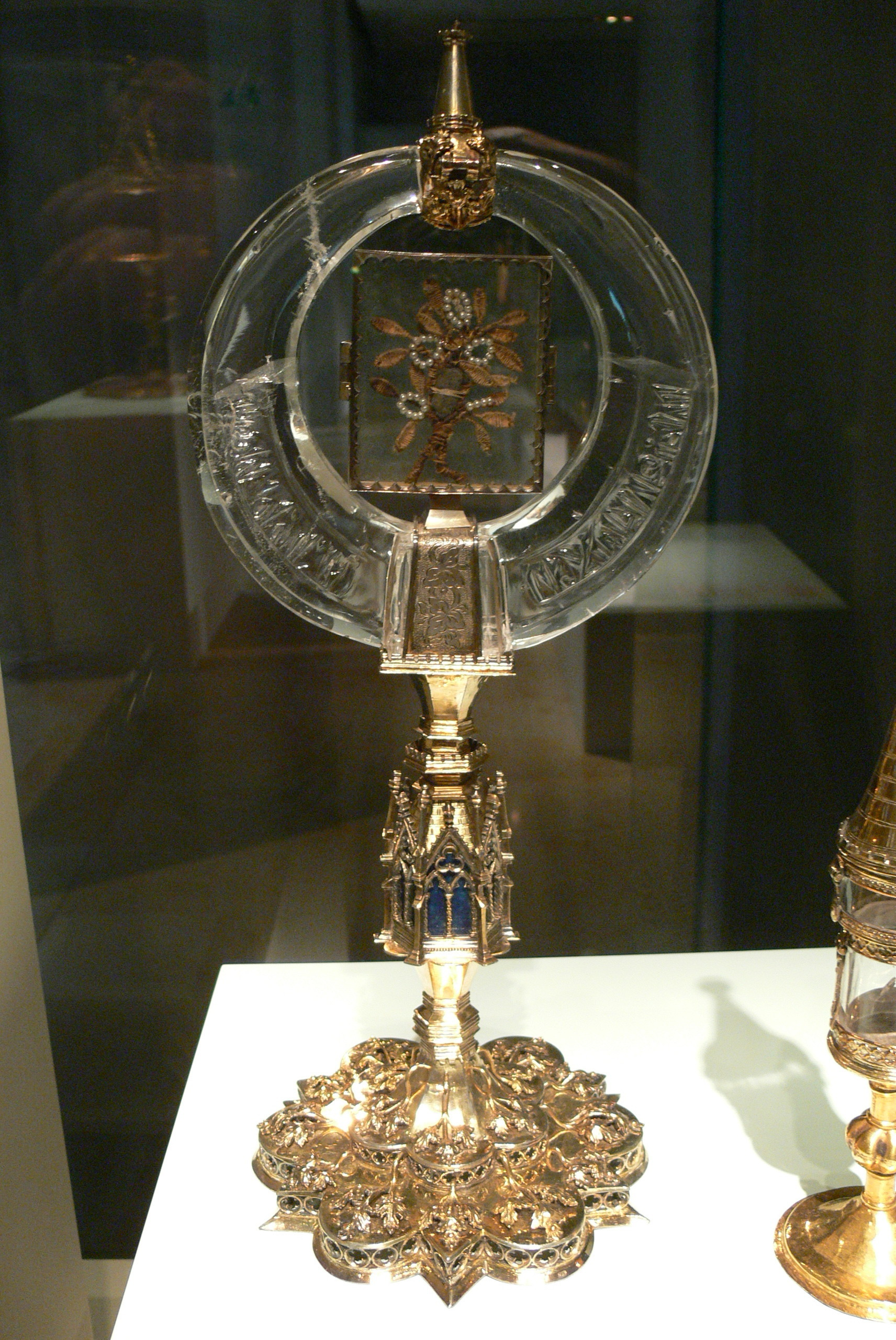
Півмісяць з гірського кришталю X ст., з написом халіфу Аль-Захіру, інкрустований золотом XIV століття, Національний музей Німеччини

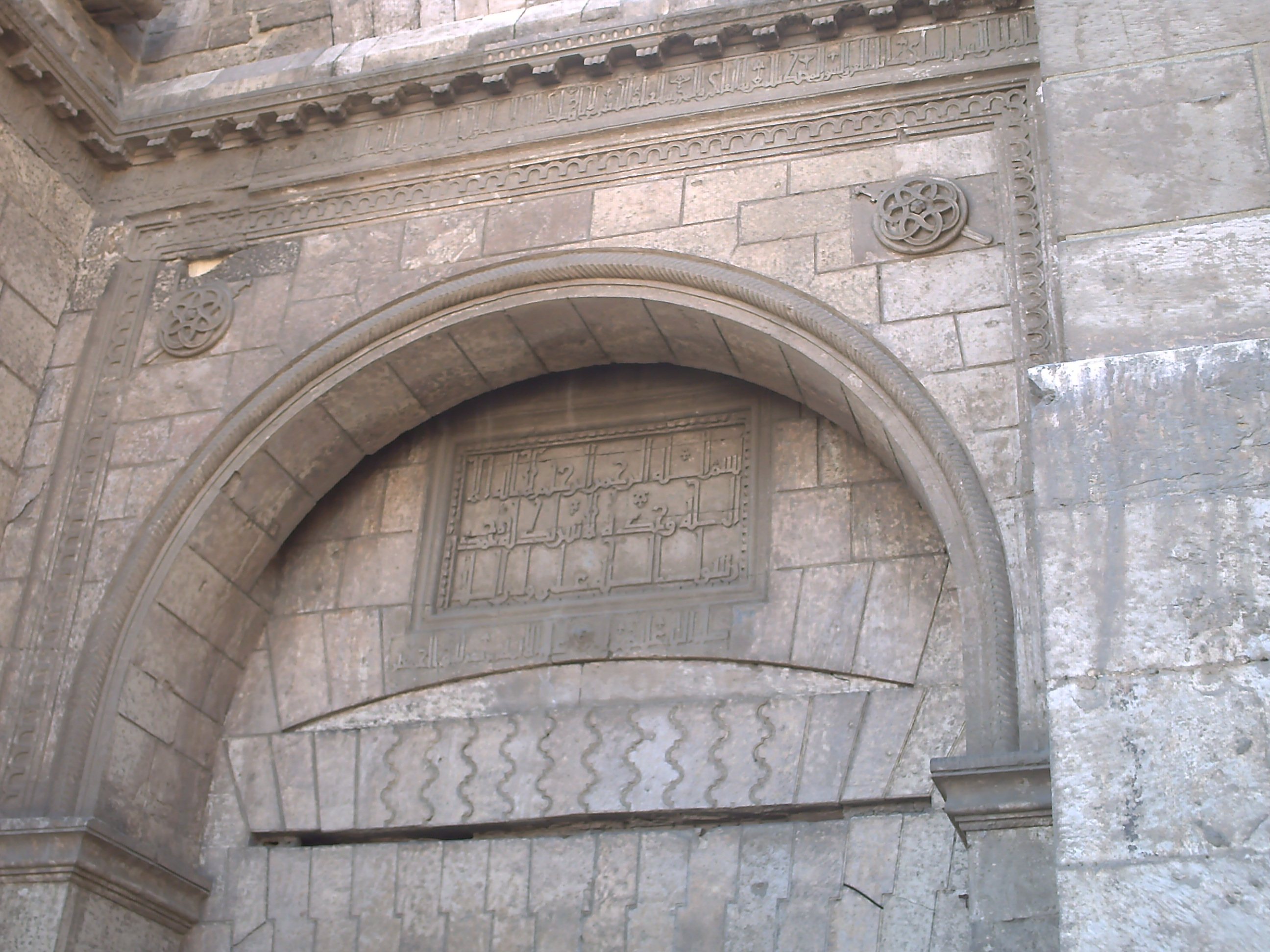
Ворота Баб-аль-Фатух, побудована Фатімідськийм візиром Бадр аль-Джамалі

Мистецтво Фатімідів - ісламські артефакти та архітектура Фатимідського халіфату (909-1171), головним чином в Єгипті та Північній Африці. Фатімідський халіфат спочатку був створений у Магрибі, шиїтами-ісмаїлістами IX століття, прихильниками релігійного руху з Іраку та Ірану. Багато пам'ятників збереглося в містах, заснованих у Північній Африці, починаючи з Махдії, на узбережжі Тунісу, головного міста до завоювання Єгипту в 969 р. до Аль-Кахіри, "Переможного міста", що тепер є частиною сучасного Каїру. Період відзначився процвітанням правлячої еліти, що проявилося у розкішних та тонко кованих предметах декоративно-прикладного мистецтва, зокрема різьбленого гірського кришталю, люстрованого посуду та іншої кераміки, різьблення по дереву та слонової кістки, золотих ювелірних виробів та столових приборів, текстилю, книг та монет. Ці предмети не тільки відображали особисте багатство, але використовувались як подарунки, щоб висловити прихильність за кордоном. Найцінніші предмети були зібрані у палацах в Аль-Кахірі. У 1060-х роках, після декількох років посухи, під час якої армії не отримували плати, палаци систематично розкрадали, бібліотеки значною мірою руйнувались, предмети дорогоцінного золота переплавляли, а деякі скарби розійшлися по середньовічному християнському світу. Згодом артефакти Фатімідів продовжували виготовлятись у тому ж стилі, але були пристосовані до масового ринку і використовували менш дорогоцінні матеріали. 

## Глеки з гірського кришталю
Збереглися вражаючі глеки, що вирізані з єдиного блоку гірського кришталю. Вони були виготовлені ісламськими фатімідськими ремісниками і вважаються одними з найрідкісніших об'єктів ісламського мистецтва.  Збереглося сім глечиків (“The Magnificent Seven”), що зараз знаходяться у колекціях по всій Європі та в соборних скарбницях, де їх переробили після захоплення їх у мусульман. Зроблені в Єгипті наприкінці 10 століття, вишукано прикрашені фантастичними птахами, звірами та звивистими вусиками. Скарб халіфа Мостансір-Білла в Каїрі, який був знищений у 1062 році, мабуть, містив 1800 глеків з гірського кришталю. 
Велика майстерність вимагала, щоб вирізати всередині сирий гірський кришталь, не розбивши його, а потім вирізати ніжни, часто дуже дрібний декор.

## Фатімідська архітектура
В архітектурі Фатіміди дотримувались тулунідських методів і використовували подібні ж матеріали, але також розробляли власні. У Каїрі їх першою мечетью була мечеть Аль-Азхар («чудова»), заснована разом із містом (969–973). Вона разом із сусіднім вищим навчальним закладом (Університет аль-Ашар) стала духовним центром для ісмаїлітів. Мечеть аль-Хакіма (р. 996–1013), важливий зразок фатімідської архітектури та архітектурного оздоблення, відігравала вирішальну роль у церемоніях і процесіях Фатімідів, що підкреслювало релігійну та політичну роль халіфа. Окрім складних похоронних пам’яток, серед інших фатімідських споруд, що збереглися, є мечеть Акмара (1125 р.) , а також монументальні ворота для міських стін Каїра (Баб Зувейла) за замовленням еміра Фатімідів та візира Бадр аль-Джамалі (р. 1073–1094).

## Галерея

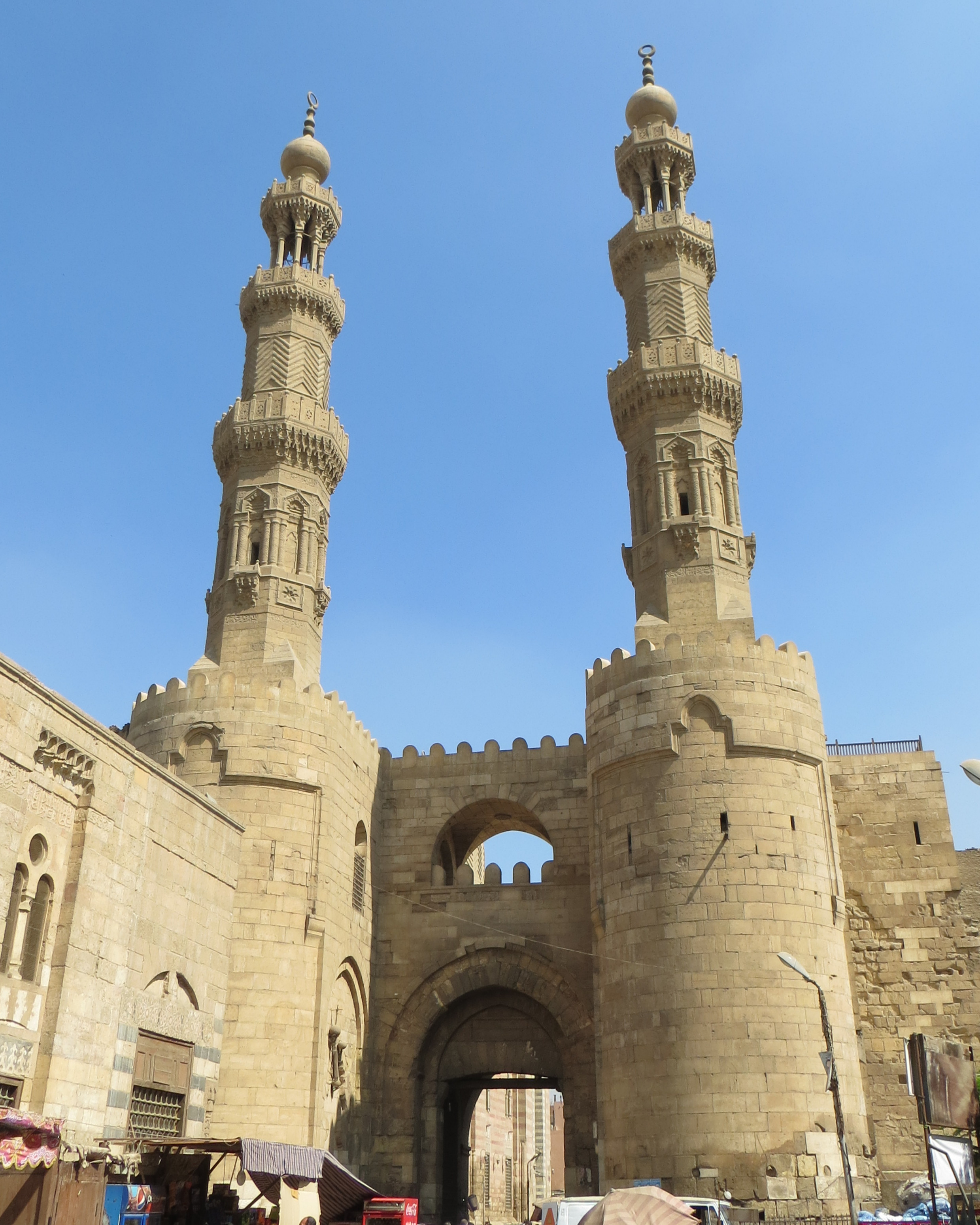
Ворота Баб Зувейла в Каїрі
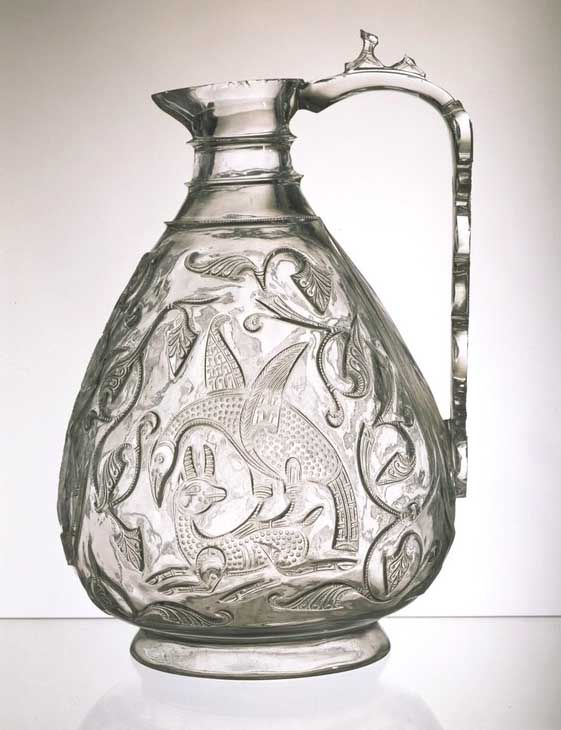
Глек з кришталю, Музей Вікторії та Альберта
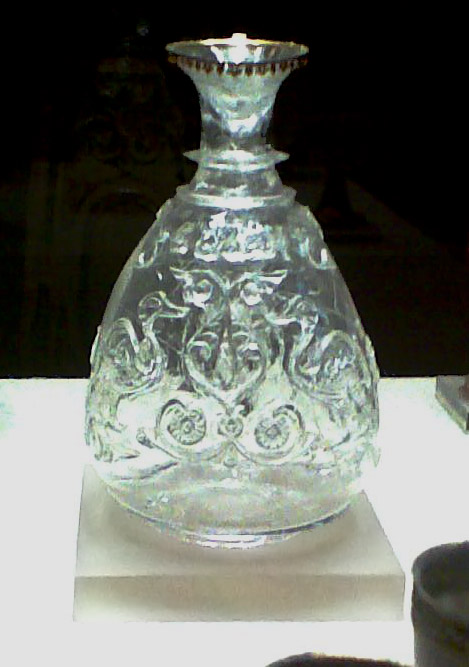
Глек з кришталю зі скрбниці Лоренцо Медічі, Палаццо Пітті
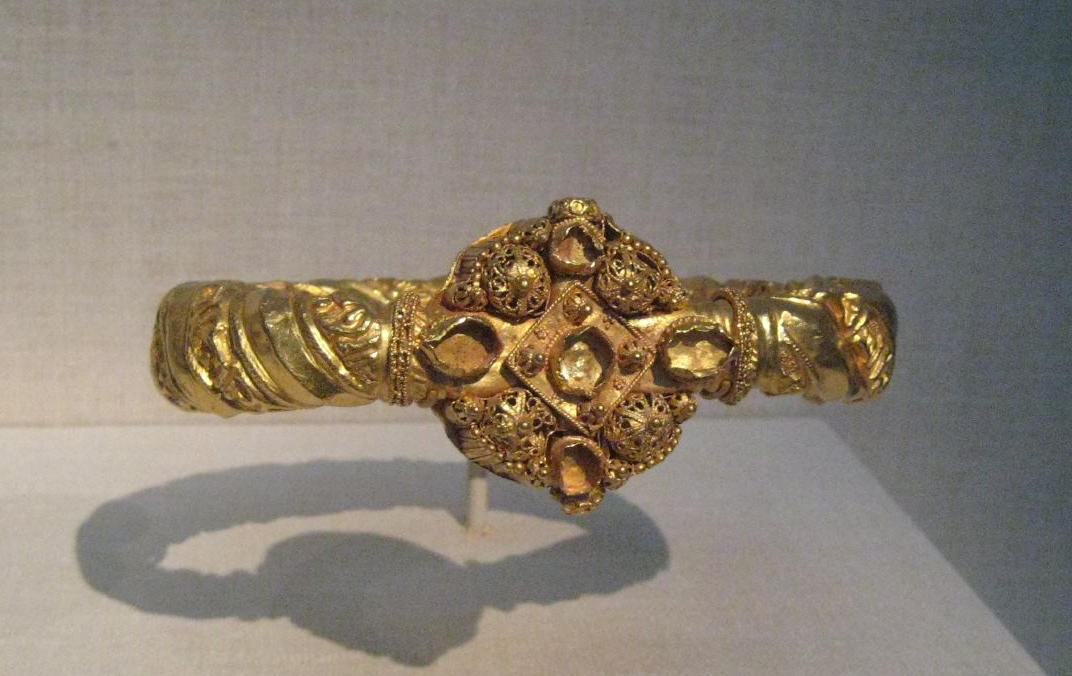
Золотий нарукавник 11 століття з Сирії. Галерея мистецтв Фріра
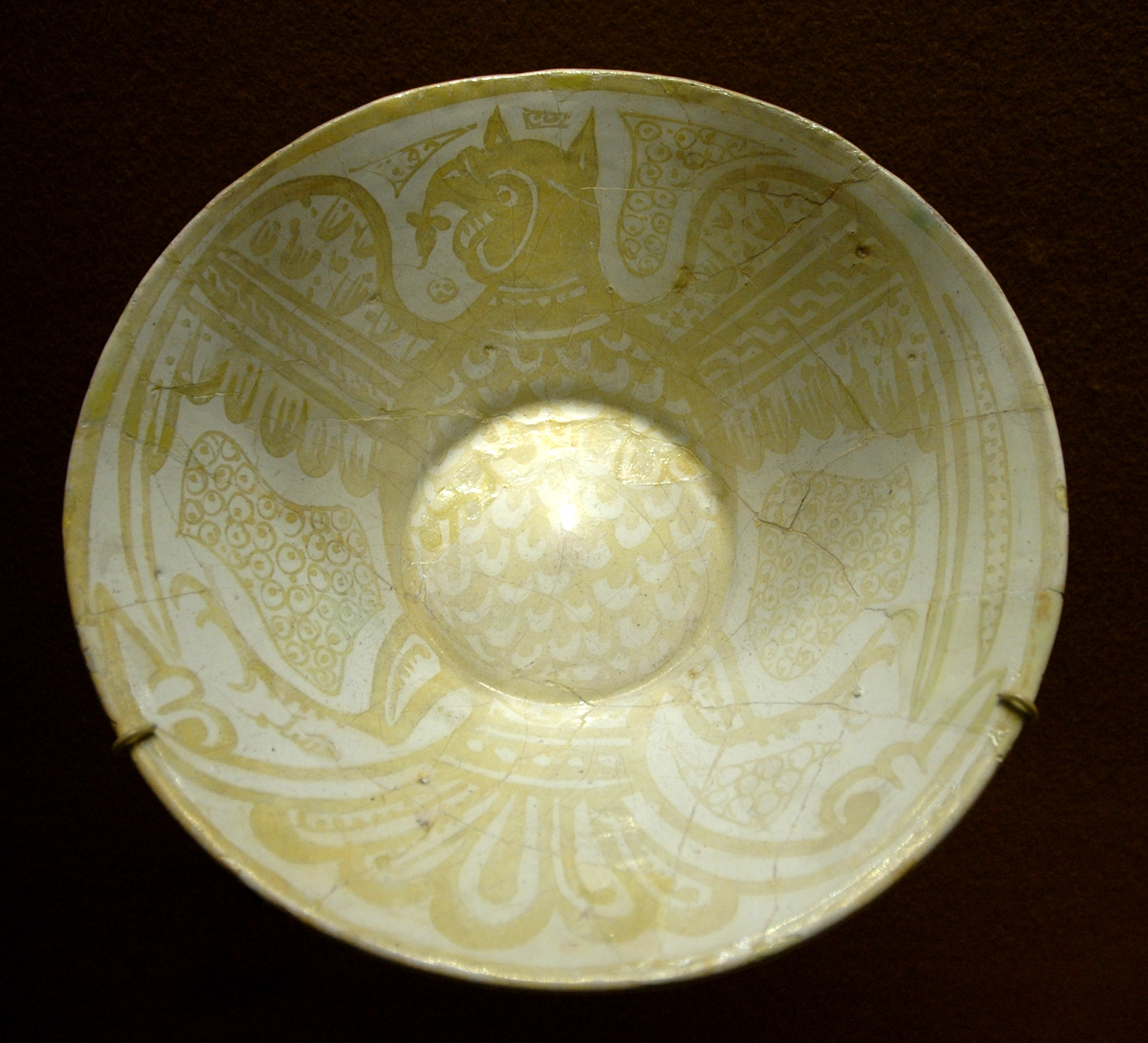
Люстрований кубок з орлом. Музей мистецтва Метрополітен
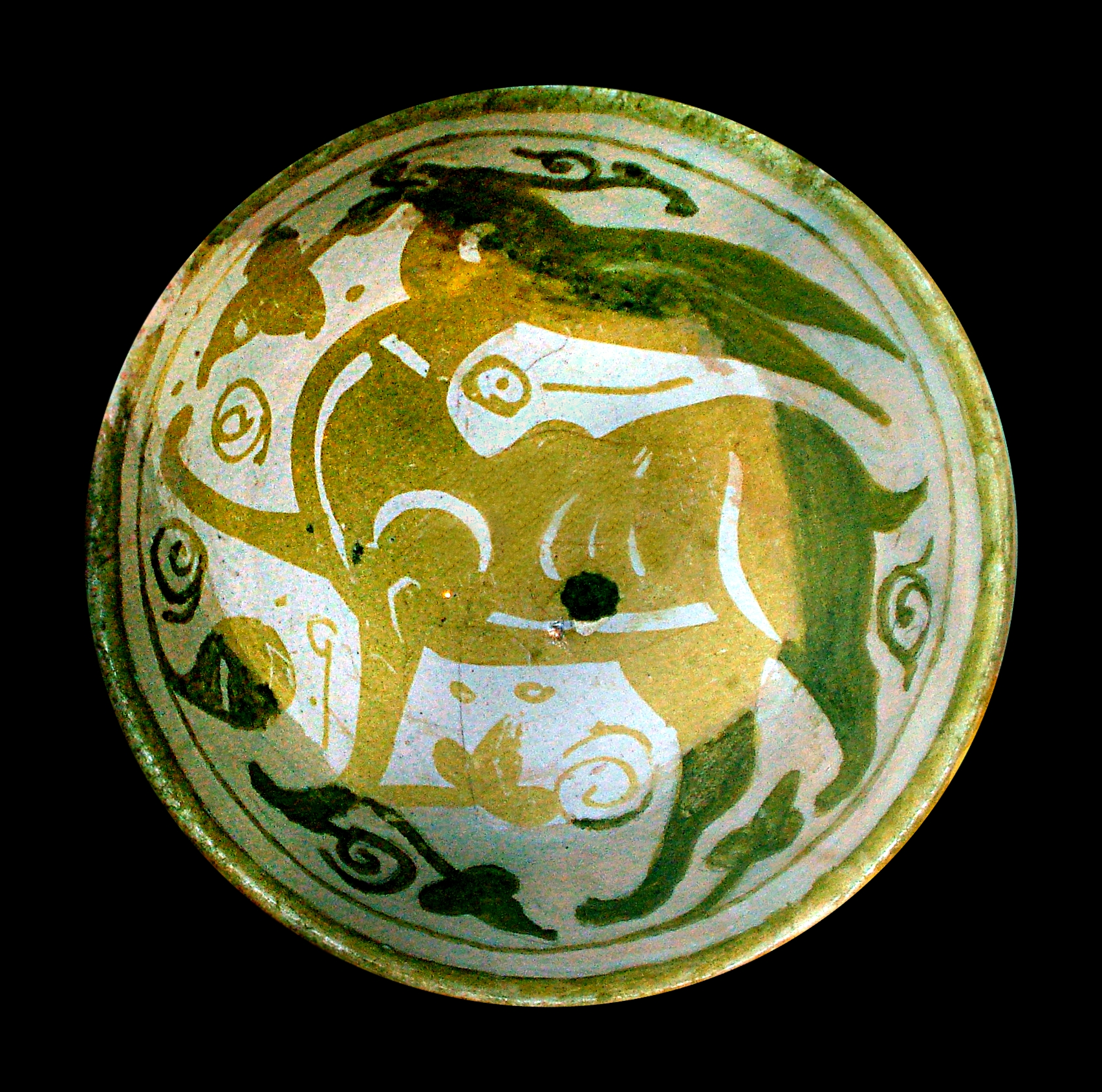
Керамічна миска, Музей Бардо
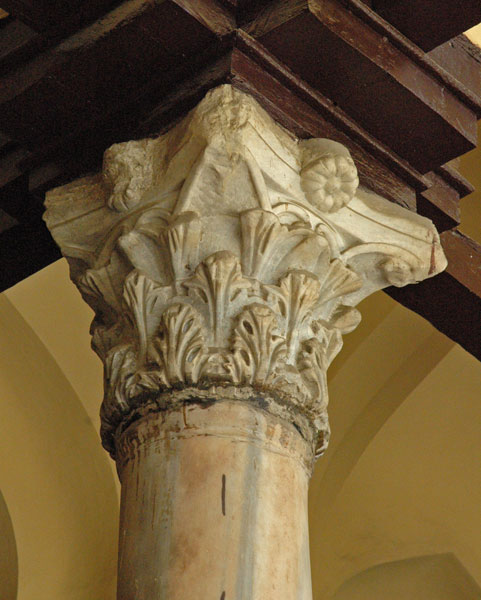
Різьблений кам'яний стовп, Мечеть Акмар в Каїрі
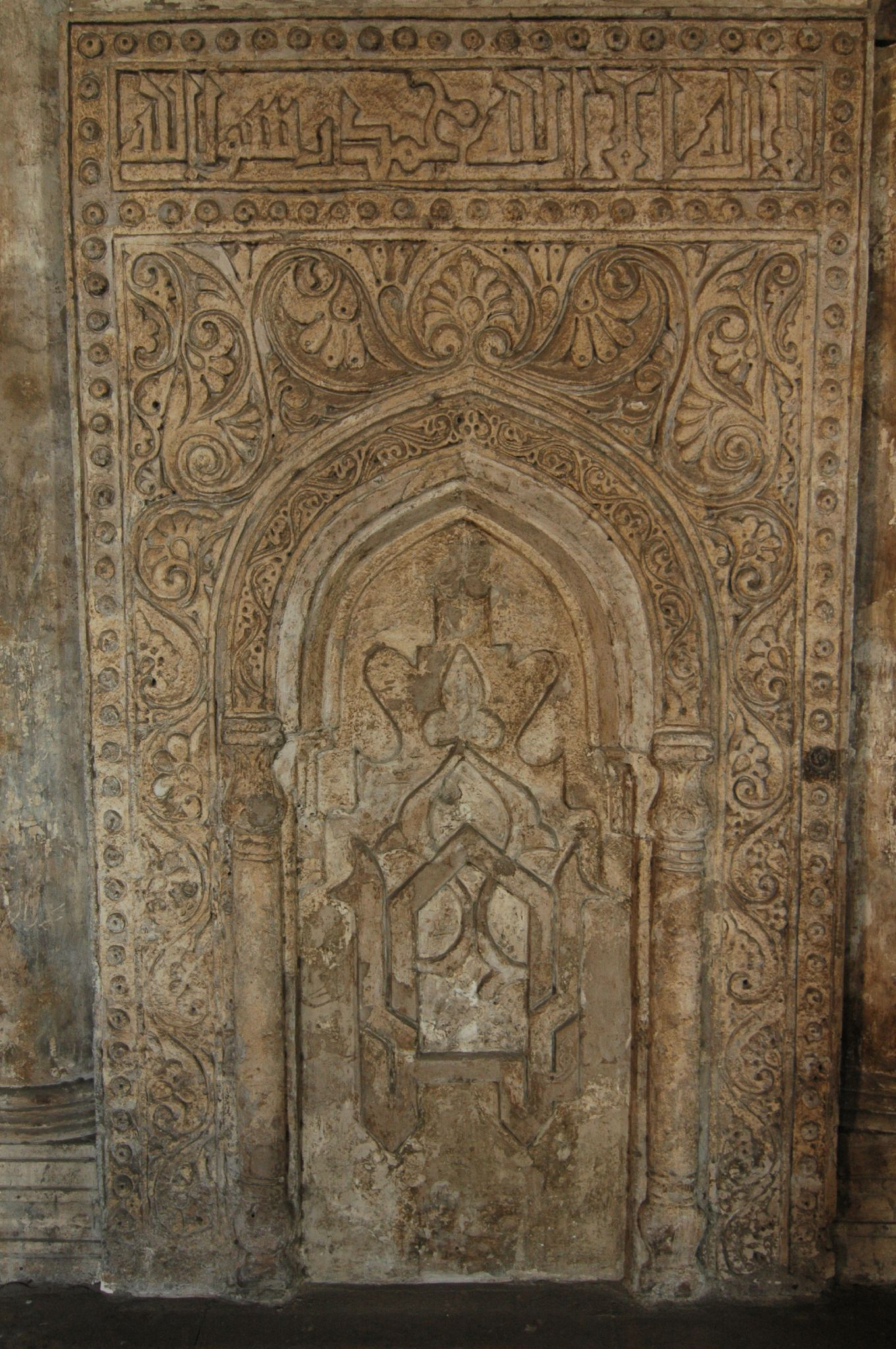
Міхраб у Мечеті Ібн-Тулуна, Фустат
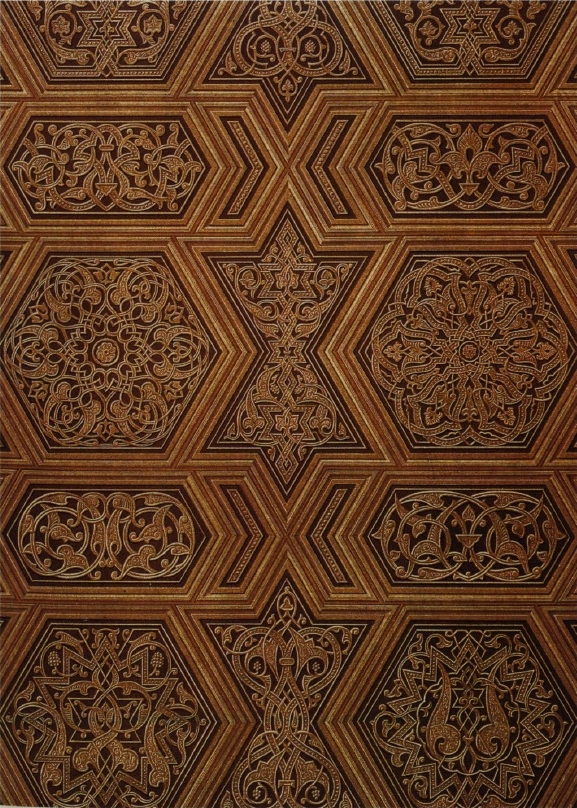
Різьба по дереву 12 століття, Міхраб в Кус
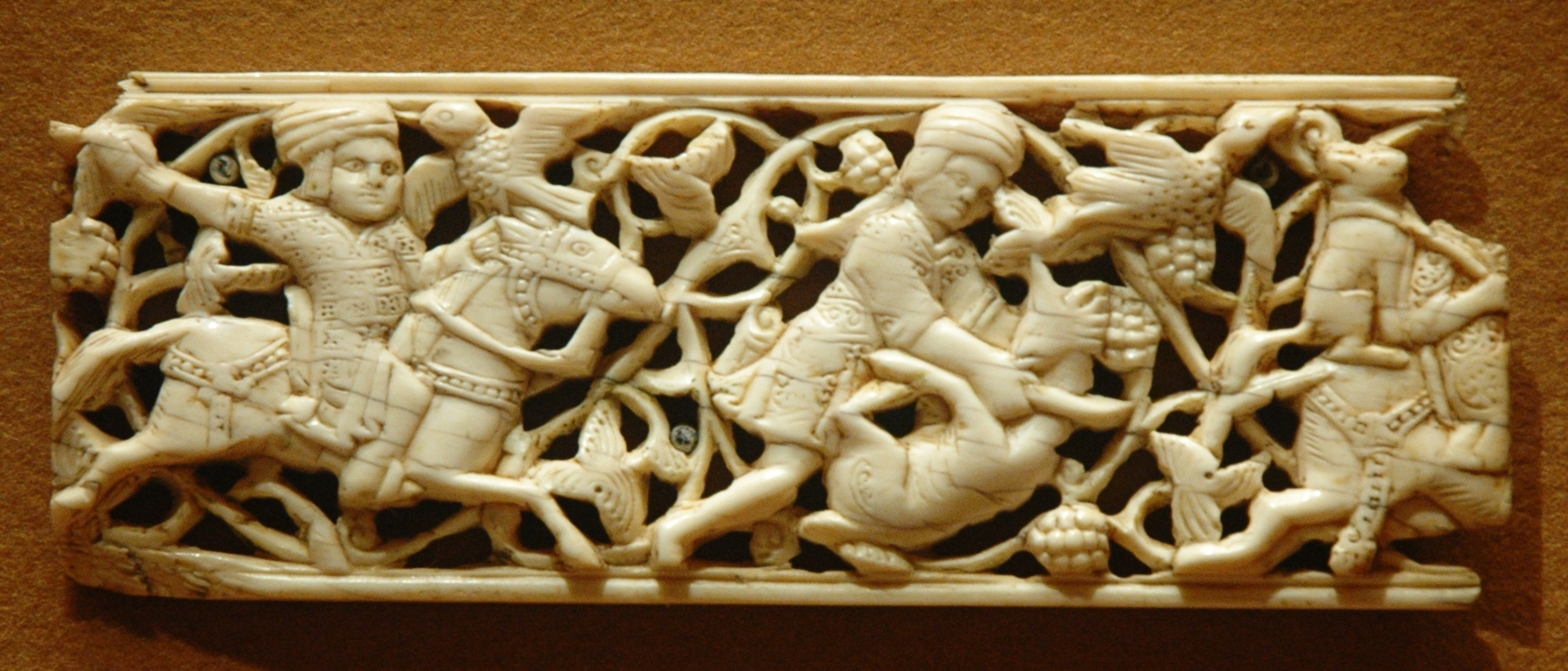
Різьблені та гравіровані панель із слонової кістки із мисливцями, Лувр
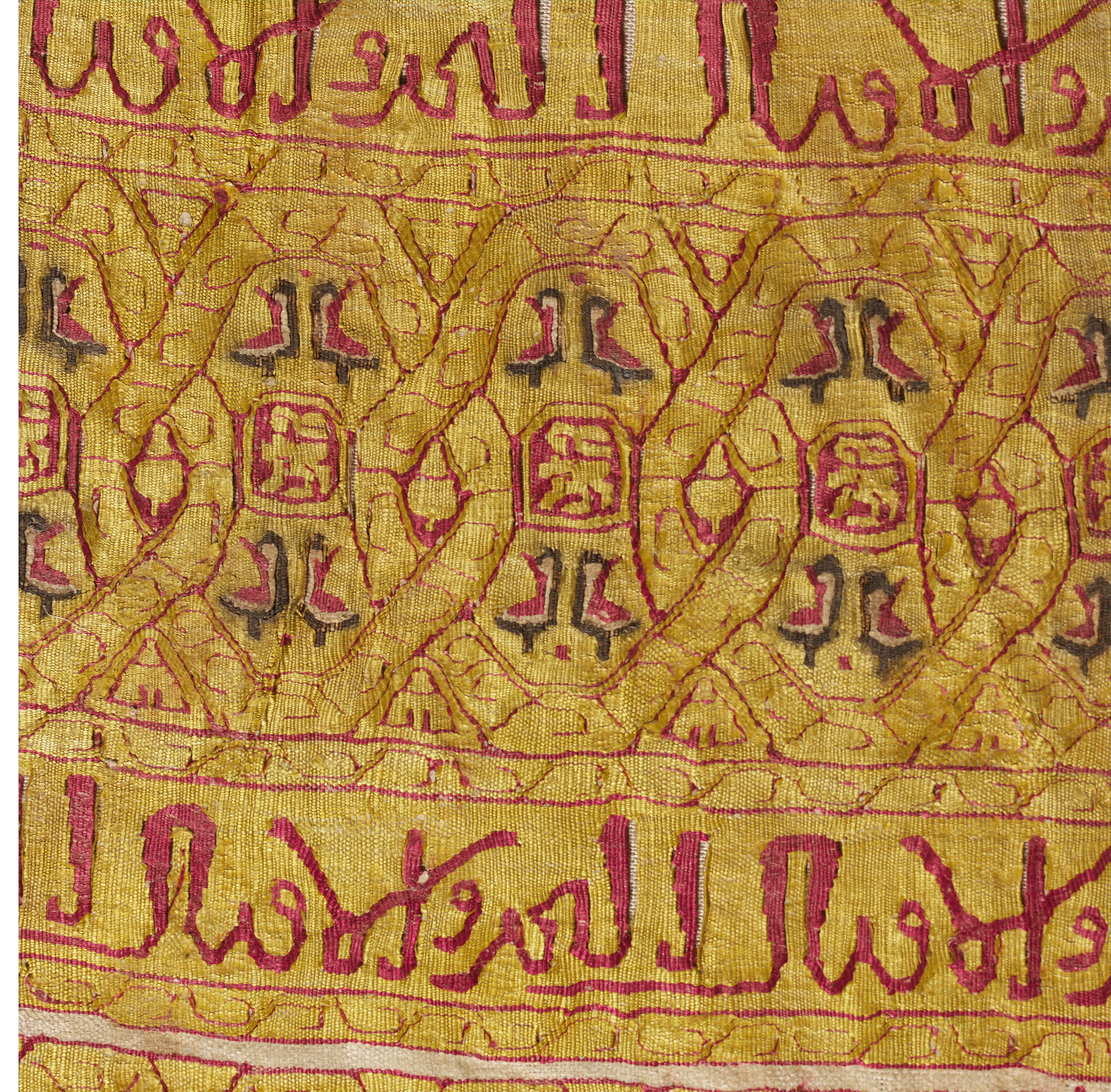
Льонний гобелен 12-го століття з шовковою вишивкою, Королівський музей Онтаріо
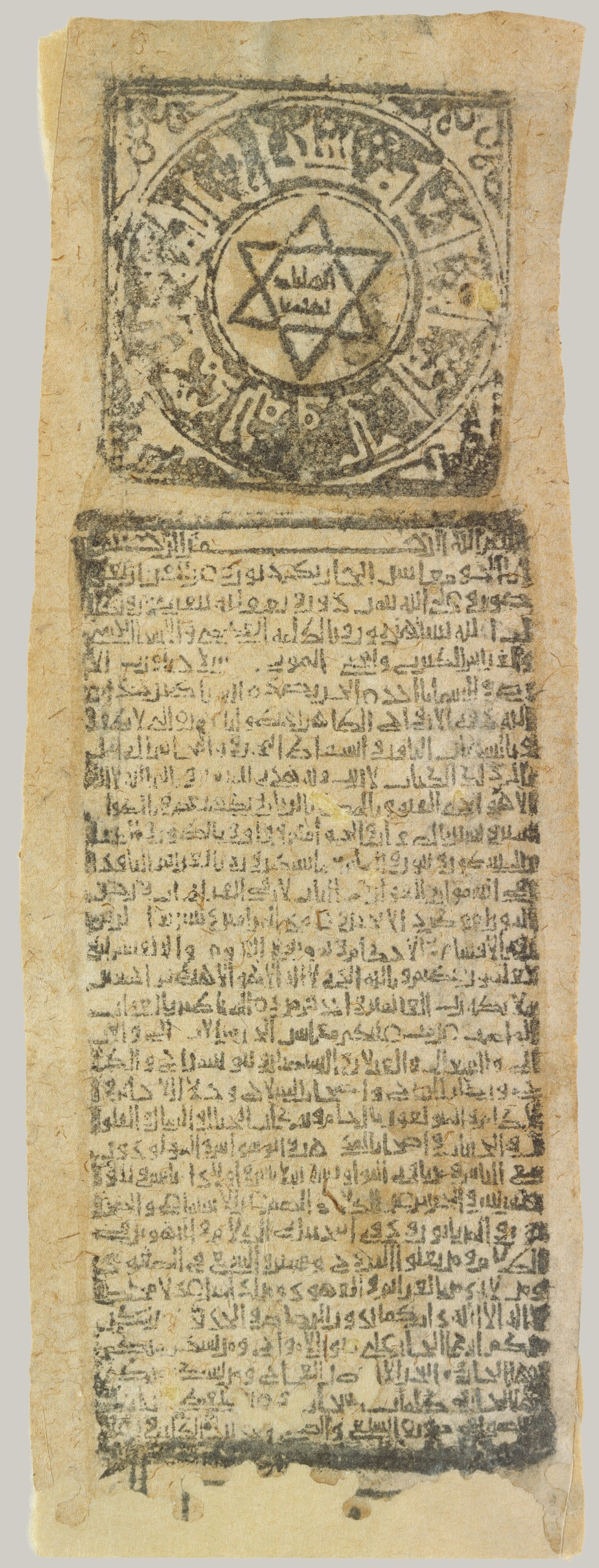
11 століття амулет з Печаткою царя Соломона, Музей мистецтва Метрополітен
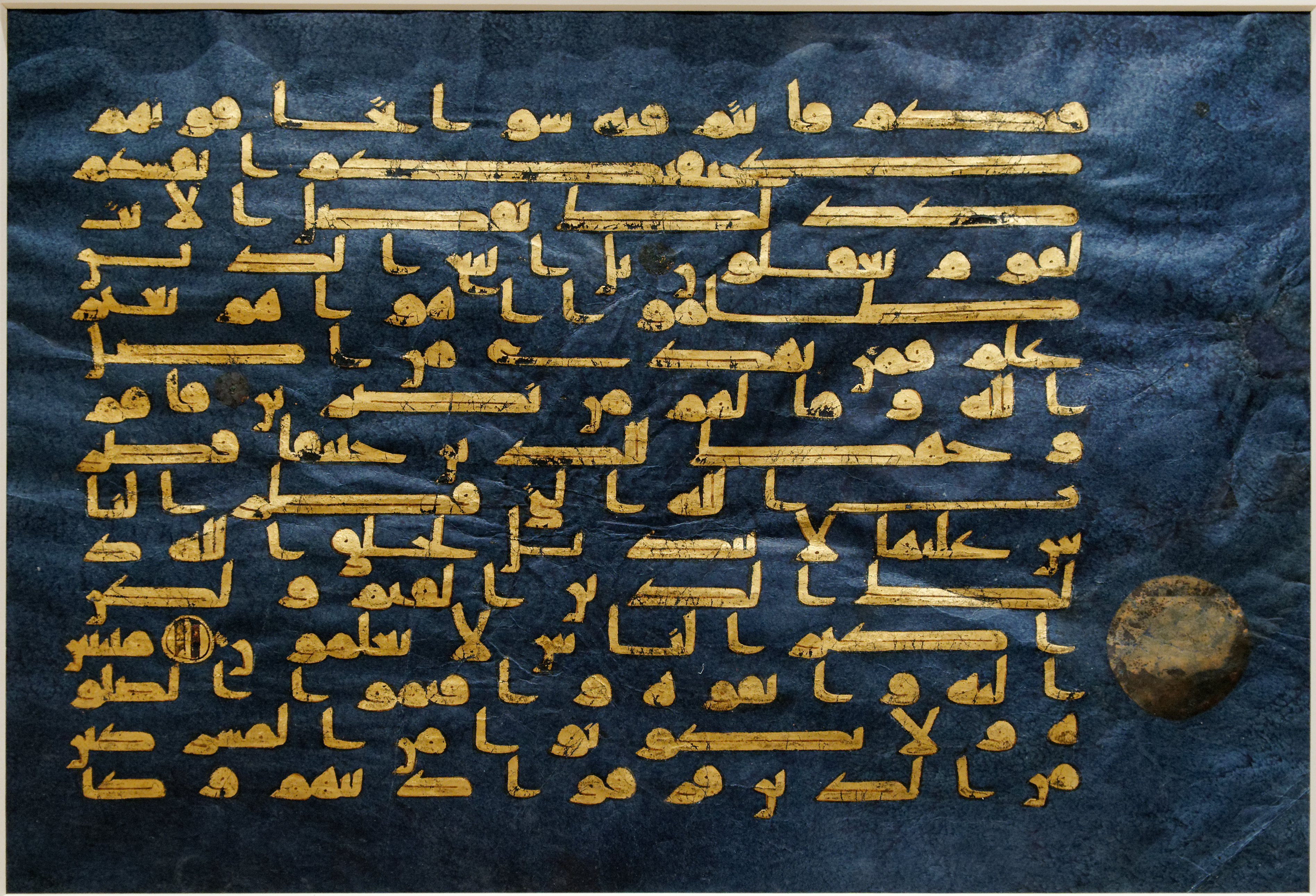
Блакитний Коран, Золотий та срібний текст на пергаменті, пофарбованому індиго, Музей мистецтва Метрополітен
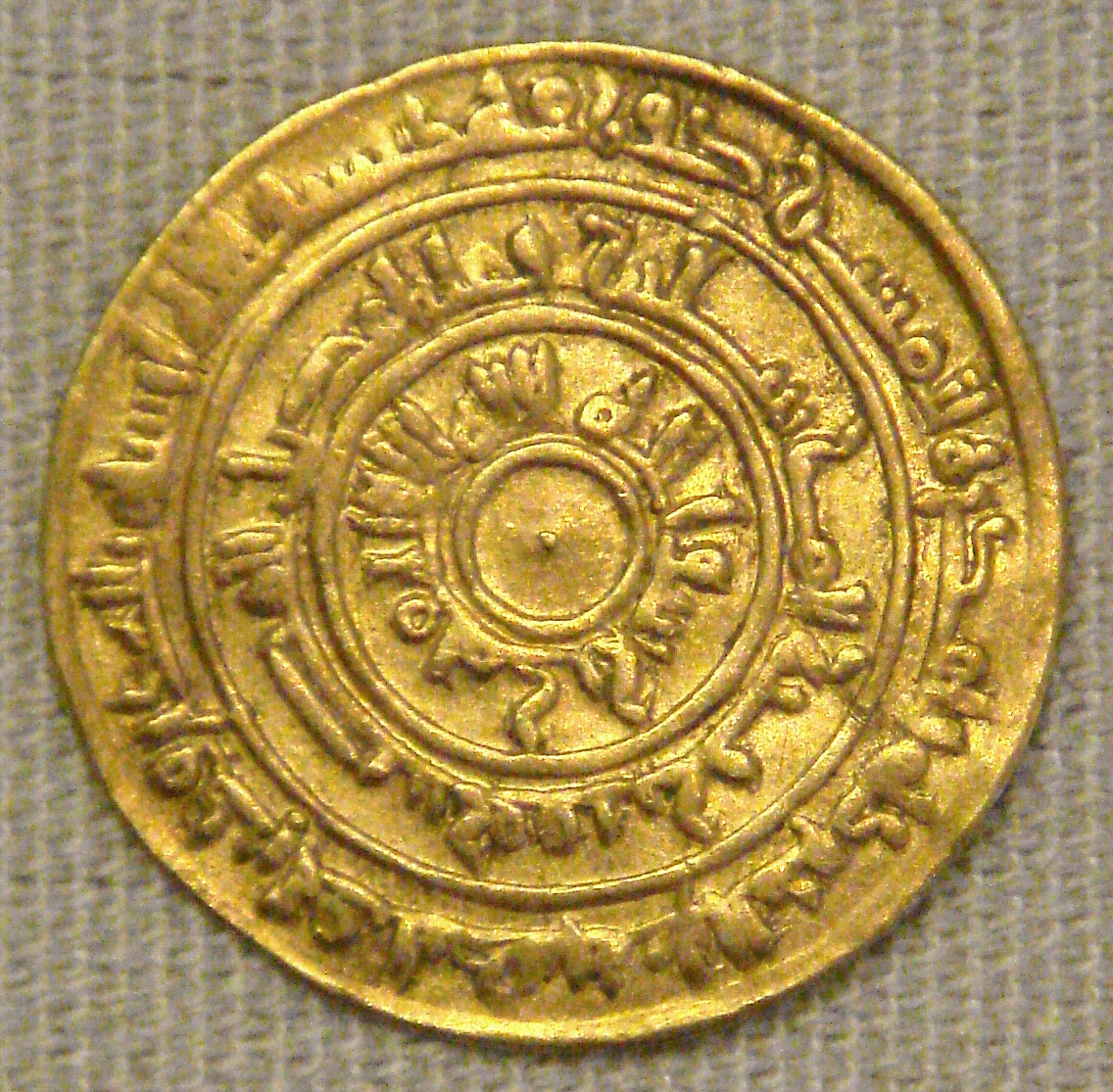
Золотий динар 10 століття, Аль-Муїзз, Британський музей
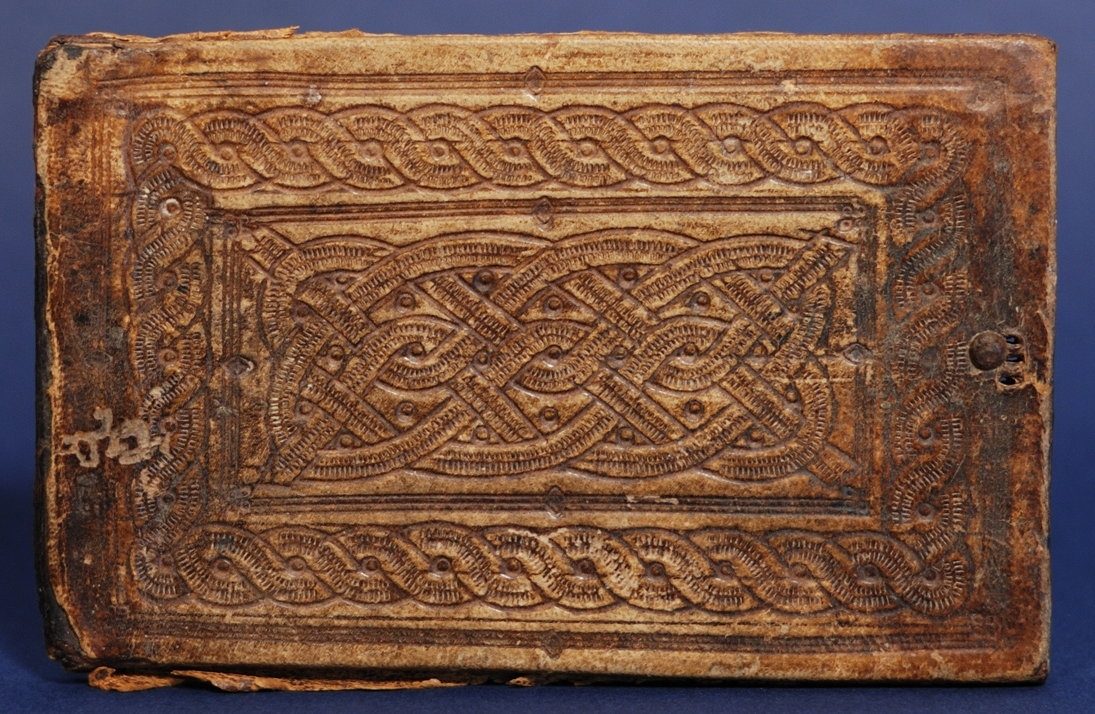
Шкірна палітурка 10 століття, Кайруан
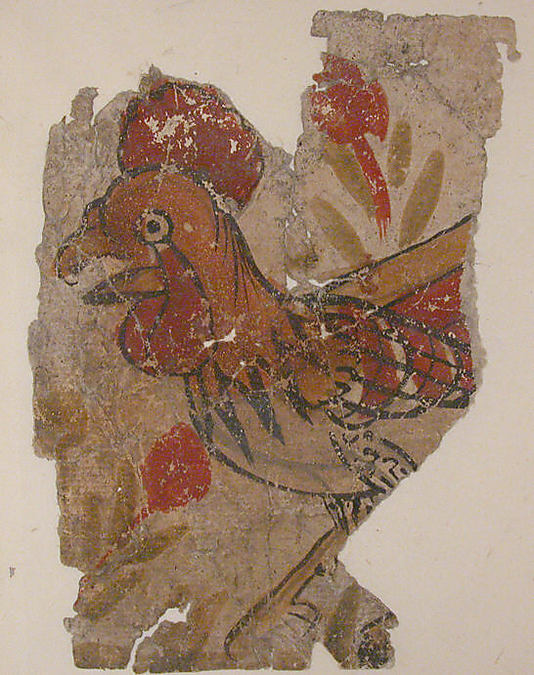
Ілюстрація півня 10-го століття, Фустат, Музей мистецтва Метрополітен
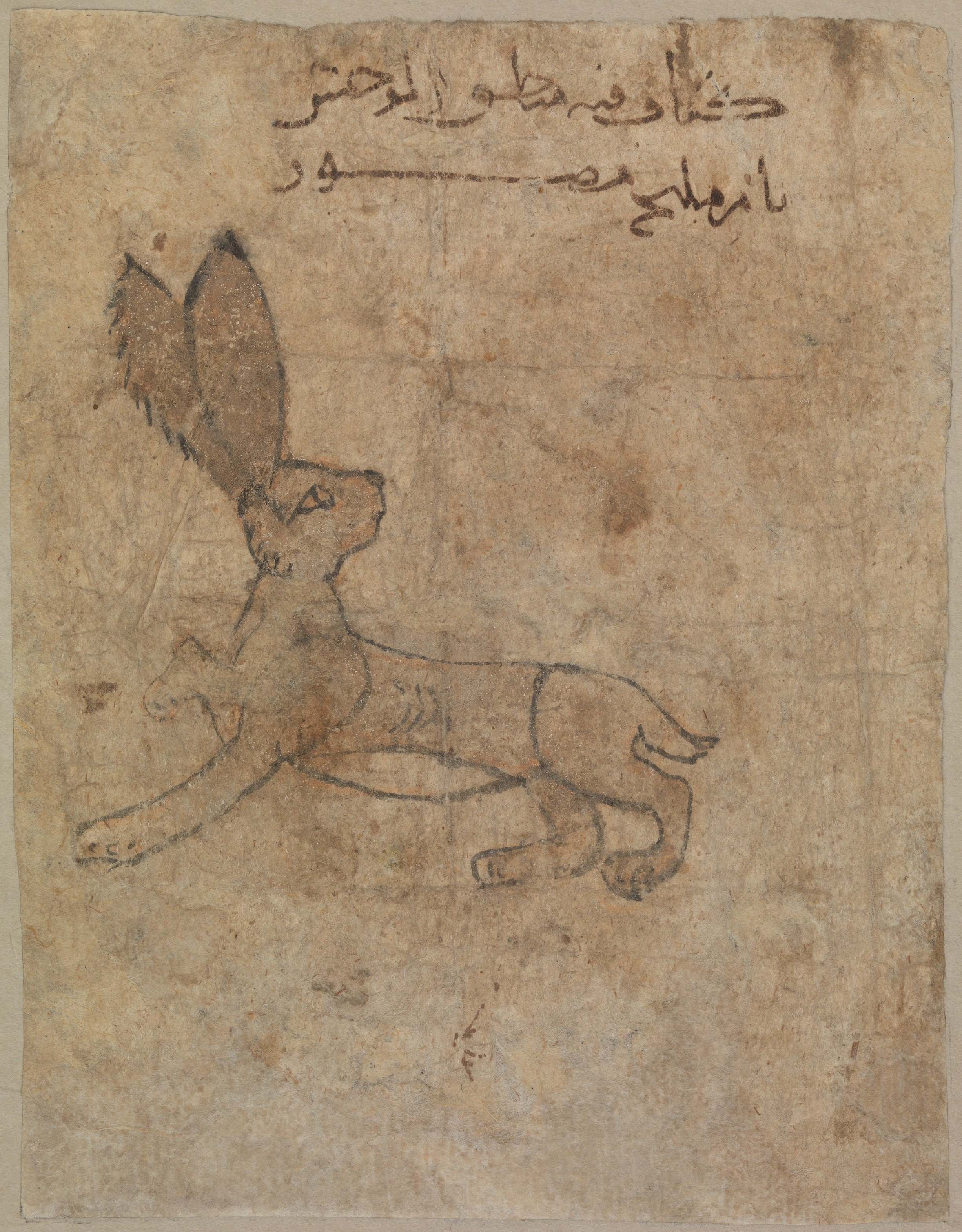
Ілюстрація зайця 11 - 12 століття із загубленого бестіарію,  Фустат, Музей мистецтва Метрополітен
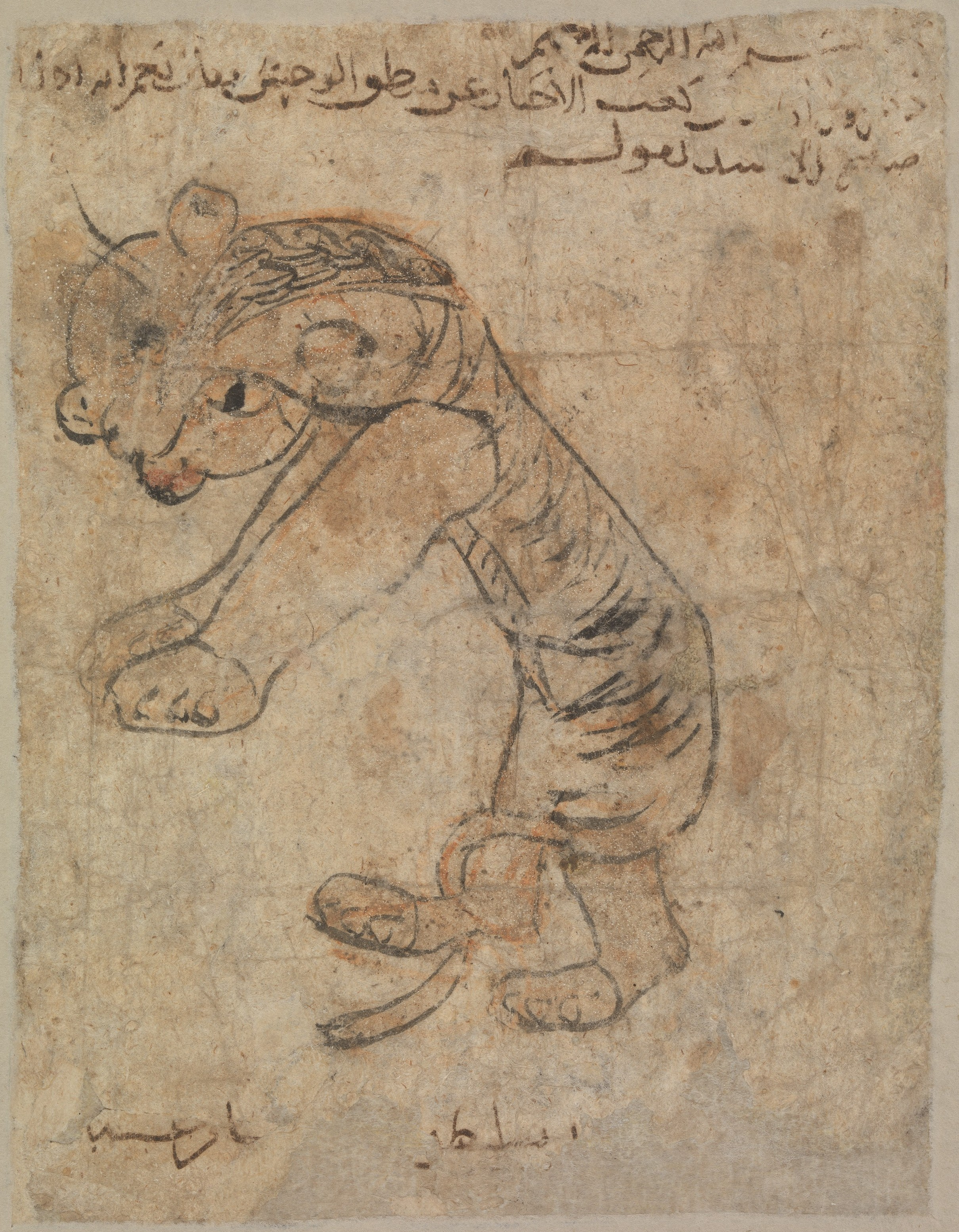
Ілюстрація лева 11 - 12 століття із загубленого бестіарію,  Фустат, Музей мистецтва Метрополітен
Копія карти світу 11-го століття XIII століття з "Книги цікавостей", Бодліанська бібліотека

## Зовнішні посилання
- Кришталеві глечики, найцінніші предмети ісламського мистецтва
- «Шедевр Мінбар», витяг із статті « Саудівський Арамко» (1998) статті Джонатана Блума
- Trésors fatimides du Caire, виставка мистецтв Фатімідів в Інституті Монде Арабе
- Бронзова статуя тварин (акваманіли, пахощі пахощів, світильники для фонтанів. Дозатори парфумів): лев 1, лев 2, лев 3, гепард, оленяк, задня газель, баран, заєць, птах, папуга
- Глечики: Венеція 1, Венеція 2, Берлін
- Різьблений каркас із слонової кістки, Музей ісламського мистецтва Пергамона